# Štítina (stacja kolejowa)
Štítina – stacja kolejowa w Štítinie (powiat Opawa), w kraju morawsko-śląskim, w Czechach. Znajduje się na wysokości 245 m n.p.m. i leży na linii kolejowej nr 321. Stacja powstała w 1855 (wtedy jeszcze jako przystanek), wraz z otwarciem linii kolejowej. 15 października 1893 została rozdzielona na przystanek oraz ładownię. 15 maja 1927 uzyskała status stacji kolejowej. Stacja sterowana jest zdalnie, ze stacji Ostrava-Svinov.